# Sieglinde Wiegand
Sieglinde Wiegand (* 11. August 1929 in Meißen; † 4. November 2018) war eine deutsche Schauspielerin und Regisseurin.

## Leben
Sieglinde Wiegand wurde 1929 im sächsischen Meißen geboren. Nach der Ausbildung zur Schauspielerin debütierte sie 1949 am Theater Meißen. Danach war sie am Landestheater Meiningen engagiert. 1954 ging sie an das Kleist-Theater in Frankfurt (Oder). Ab 1968 war sie als Regisseurin am Friedrich-Wolf-Theater Neustrelitz tätig. Später wurde sie dort Oberspielleiterin.
Sie war ab 1954 mit dem Dirigenten und Hochschullehrer Olaf Koch (1932–2001) verheiratet; die gemeinsame Tochter Stephanie Koch (* 1955) ist Regisseurin. 1966 heiratete Wiegand den Musikdirektor Hartmut Kretzschmann (* 1941).